# Pronephrium articulatum
Pronephrium articulatum là một loài dương xỉ trong họ Thelypteridaceae. Loài này được Houlston & T. Moore Holttum mô tả khoa học đầu tiên năm 1972.